# 牙騎鱗
牙騎鱗（げきりん）は、日本のプロレス団体KAIENTAI-DOJOで活動したユニットである。

## 経歴
- 当初は十嶋くにお、PSYCHO、Mr.Xらがメンバーとして活動していた。
- 一時New Standardから離脱した稲松三郎がメンバー加入、石坂鉄平の引退によってメンバーが一人となってしまったKASHIWA-DOJO（柏組）の柏大五郎も加入したが、稲松はオメガへ寝返り、柏もモンスター・プラントへ移籍した。さらにMr.Xが負傷により長期欠場、PSYCHOが2代目マリーンズマスク襲名により活動を休止し、牙騎鱗は活動停止を余儀なくされる。
- その後、ユニットは自然消滅状態であったが、2010年5月の十嶋の引退に際して正式に解散が発表された。最終戦では、PSYCHOが1日限りの復活を果たし、Mr.Xも久々に来場。最後は十嶋がバックドロップで勝利し、十嶋･牙騎鱗ともに有終の美を飾った。

## 所属メンバー
- 十嶋くにお
- PSYCHO
- Mr.X

## 元メンバー
- 稲松三郎
- 柏大五郎